# آلخاندرو پرس لوگین
آلخاندرو پرس لوگین (اسپانیایی: Alejandro Pérez Lugín‎؛ ۲۲ فوریه ۱۸۷۰ – ۵ سپتامبر ۱۹۲۶) یک کارگردان فیلم، فیلم‌نامه‌نویس و روزنامه‌نگار اهل اسپانیا بود. او در سانتیاگو د کومپوستلا تحصیل کرد و چندین کتابش موضوع‌هایی مربوط به گالیسیا داشتند. رمان او به نام «کوریتو د کراس» (۱۹۲۱) که گاوبازی تورئو را به عنوان زمینه داستان دارد، چهار بار به فیلم تبدیل شده است. خودِ پرس لوگین نیز در دوران سینمای صامت، دو اقتباس موفق از آثارش را کارگردانی کرد.
از فیلم‌های وی می‌توان به خاندان تروی اشاره نمود.